# 국가대표 2
《국가대표 2》는 2016년에 개봉한 대한민국의 영화이다. 아이스하키 국가대표를 소재로 다루었다.

## 캐스팅

### 주연
- 수애 : 리지원 역
- 오달수 : 강대웅 역
- 오연서 : 박채경 역

### 조연
- 김슬기 : 조미란 역
- 하재숙 : 고영자 역
- 진지희 : 신소현 역
- 김예원 : 김가연 역
- 박소담 : 리지혜 역
- 주현 : 대웅 부 역
- 이도경 : 이영식 역
- 김응수 : 협회장 역
- 조희봉 : 경수 역
- 정석용 : 광태 역
- 하지은 : 경순 역
- 장대웅 : 강민수 역
- 이봉련 : 대웅 동생 역

### 단역
- 이정한 : 북한 감독 역
- 서윤하 : 북한 코치 역
- 곽진 : 중국 감독 역
- 장윤성 : 중국 코치 역
- 정태야 : 일본 감독 역
- 안수정 : 일본 코치 역
- 이상도 : 일본 캐스터 역
- 엄지만 : 일본 해설자 역
- 오현승 : 중국 캐스터 역
- 이유수 : 중국 해설자 역
- 곽지유 : 국가대표팀 역
- 김미혜 : 쇼트트랙 해설자 역
- 윤경호 : 주니어 대표팀 감독 역
- 신수연 : 어린지혜 역
- 공수민 : 어린지원 역
- 현성 : 북한장교 역
- 최병모 : 영자남편 역
- 이승찬 : 브로커 역

### 특별출연
- 하정우 : 차헌태 역
- 조진웅 : 한국 해설가 역
- 배성재 : 한국 캐스터 역
- 윤현민 : 김 코치 역
- 하니 : 이보미 역